# Saulo Pedrosa
Saulo Pedrosa de Almeida (Barreiras, 5 de abril de 1941), é um médico cirurgião e ex-político brasileiro, filiado ao Partido da Social Democracia Brasileira (PSDB). Exerceu os cargos de Deputado Estadual pela Bahia e prefeito de sua cidade natal, Barreiras, por dois mandatos.

## Biografia
Nascido em Barreiras no Oeste da Bahia é filho de Salviano Pedrosa de Almeida e Leonidia Ayres de Almeida. Formou-se pela Faculdade de Medicina da Universidade Federal da Bahia em 1972. No ano seguinte estagiou em Salvador na Fundação Gonçalo Moniz nas áreas de biotério e manutenção de animais de laboratório, sendo também médico-residente do Hospital Prof. Edgar Santos. Em 1974, de volta a capital do oeste, foi ali médico do hospital Eurico Dutra, em 1978 atuou como médico-coordenador do Instituto Nacional de Assistência Médica e Previdência Social – INAMPS , e,  nos anos de 1988 e 1989 foi diretor do hospital Eurico Dutra. Em 1997 tornou-se consultor da Secretaria Municipal de Saúde de Barreiras.
Filiado ao PSDB, elegeu-se deputado estadual pela Bahia em 1990, renunciando ao cargo assumido em 1991, ao final do ano seguinte, para concorrer à prefeitura de sua cidade natal. Na Assembléia Legislativa da Bahia, foi titular na Comissão de Agricultura e Política Rural, nos anos de 1991 e 1992.
Elegeu-se prefeito de Barreiras nas Eleições de 1992, Deputado federal em 1998, sempre pelo PSDB. na legislatura iniciada em fevereiro de 1999, foi titular da comissão permanente de Agricultura e Política Rural,  e também das comissões especiais que cuidaram das Normas Gerais para Instituição de Regime de Previdência Complementar, do Patrimônio Genético, e dos Recursos Genéticos e Produtos Derivados. Em 2001 assumiu as funções de primeiro vice-presidente da comissão especial sobre Alimentos Geneticamente Modificados, e no mesmo ano foi presidente da comissão especial do Estatuto da Igualdade Racial, além de titular da comissão especial de Comércio e Fiscalização de Sementes. Em 2002 foi também titular da comissão especial que examinou a Prorrogação da CPMF (PEC 407/01).
Reelegeu-se para a prefeitura de Barreiras nas eleições de 2004. 
Casou-se com Luzia Cavalcante Pedrosa, com quem teve dois filhos.